# Мартыненко, Николай Владимирович
Мартыне́нко Никола́й Влади́мирович (укр. Мартиненко Микола Володимирович; род. 12 января 1961, Хрущёв, Кировоградская область) — украинский политик, народный депутат Украины III—VIII созывов. В Верховной раде возглавлял фракцию «Наша Украина — Народная самооборона» и Комитет по вопросам ТЭК, ядерной политики и ядерной безопасности. Член партии «Народный фронт» с сентября 2014 года. Ранее состоял в компартии, НДП, «Нашей Украине», «Фронте перемен» и Батькивщине.

## Биография
Родился в семье рабочих. Окончил Харьковский авиационный институт (1984), инженер-механик. Свой трудовой путь начал инженером на Киевском механическом заводе, совмещая работу с преддипломным проектированием.
Рекомендацию в коммунистическую партию давал секретарь партийной организации отдела перспективного проектирования Н. М. Воробьёв. В 1986 году он становится освобожденным заместителем секретаря, а в 1987 году — секретарём комсомольской организации КМЗ им. Антонова.
Был избран секретарём Киевского горкома ЛКСМ Украины по вопросам рабочей молодежи — тогда это были одни из первых выборов на альтернативной (конкурентной) основе. На этом посту Николай Мартыненко инициировал внедрение прогрессивной и революционной схемы хозрасчётных комсомольских предприятий — студенты наконец получили возможность легально работать и зарабатывать. На посту секретаря Киевского горкома по вопросам рабочей молодёжи с 1988 по 1991 год.
В 1991 году создаёт и до 1998 года возглавляет фирму «Торговый Дом».
Избирался в Верховную Раду Украины III и IV созывов в избирательном округе Ковеля № 21 Волынской области. Избран в парламент V созыва по списку блока «Наша Украина», на внеочередных выборах — в составе блока «Наша Украина-Народная Самооборона» (VI созыв).
Дважды возглавлял депутатские фракции в Верховной Раде. В парламенте IV созыва — фракцию блока «Наша Украина». Глава фракции «Наша Украина-народна самооборона» в Верховной Раде VI созыва.
Специализируется на энергетике. В V, VI и VII созывах ВРУ — глава Комитета по вопросам ТЭК, ядерной политики и ядерной безопасности. Под руководством Николая Мартыненко профильный комитет активно создает законодательную базу для развития и реформирования украинской энергетики.
Николай Мартыненко возглавляет также Совет Украинского центра экономических и политических исследований имени Александра Разумкова— самого известного и самого авторитетного на Украине негосударственного аналитического центра.
В сентябре 2011 года вступил в партию «Фронт перемен», избран в Совет партии. Выполняя требования законодательства, временно приостановил членство в партии «Фронт перемен». Был первым заместителем главы избирательного штаба партии «Батькивщина» на Парламентских выборах на Украине (2012). 28 октября 2012 года избран народным депутатом 7-го созыва по списку ВО «Батькивщина»

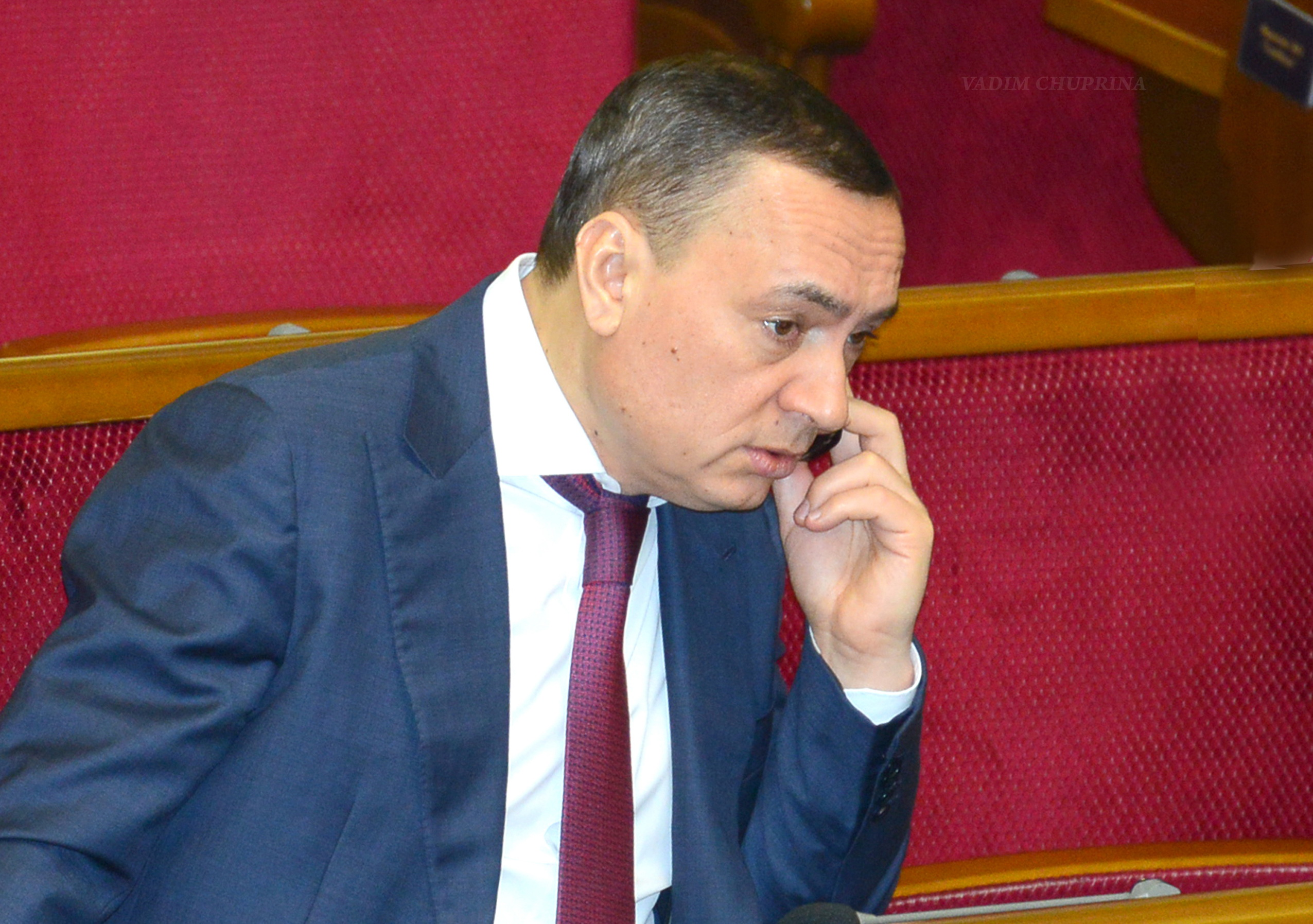
Николай Мартыненко в Верховной раде Украины в 2013 году

В третий раз возглавил топливно-энергетический комитет Верховной Рады.
В 2014 году избран народным депутатом 8-го созыва под № 14 по списку партии «Народный фронт». Заместитель главы фракции, в четвёртый раз возглавил топливно-энергетический комитет Верховной Рады.
Отмечают его близость к бывшему премьер-министру Яценюку.
1 декабря 2015 года написал заявление о сложении депутатских полномочий в связи с коррупционным скандалом вокруг него.
22 декабря 2015 года Верховная Рада Украины досрочно прекратила полномочия депутата от фракции «Народный фронт» Николая Мартыненко. За соответствующее решение проголосовали 228 депутатов при минимально необходимых 226.
20 апреля 2017 года Национальное антикоррупционное бюро Украины (НАБУ) сообщило о подозрении Николаю Мартыненко в растрате средств государственного предприятия «Восточный горно-обогатительный комбинат» (Жёлтые Воды, Днепропетровская область). В тот же день Николай Мартыненко был задержан детективами НАБУ. 20 декабря 2017 года Специализированная антикоррупционная прокуратура вручила Николаю Мартыненко обновленное окончательное подозрение в отмывании денег и получении взятки. 29 января судья Соломенского районного суда города Киева отказался продлевать возложенные на Мартыненко Специализированной антикоррупционной прокуратурой обязательства и ограничения (прибывать по первому вызову, информировать об изменении места проживания и работы, воздерживаться от общения со свидетелями и подозреваемыми).
19 декабря 2019 дело в Швейцарии, в котором фигурирует Мартыненко, было передано в швейцарский суд. Защита Мартыненко заявила, что это произошло под давлением и по настоянию адвокатов, опубликовав копию обращения в Федеральный уголовный суд Швейцарской Конфедерации. У Мартыненко объяснили промедление швейцарского прокурора тем, что в деле нет доказательств, поэтому Кёли «хотелось перенести бремя доказывания в суде на украинские САП, НАБУ и украинский суд».
26 июня 2020 года Федеральный уголовный суд Швейцарии признал виновным бывшего народного депутата Украины Николая Мартыненко в отмывании около 2,8 миллиона евро через швейцарскую финансовую систему «в составе преступной группировки». Также суд признал виновным ещё одного гражданина Украины Павла Скаленко, который вместе с экс-депутатом фигурирует и в украинском уголовном производстве НАБУ и САП. После подачи апелляции суд Швейцарии не изменил своего решения. Вместе с тем Мартыненко должен выплатить властям Швейцарии 4,2 млн долларов.
28 июня 2024 года Апелляционная палата Федерального уголовного суда Швейцарии оправдала Мартыненко по обвинению в отмывании денег на территории Чехии и Украины.

## Семья
Женат, имеет четырёх дочерей и сына.

## Бизнес
В 2005—2011 годах занимался бизнесом, возглавлял АО «Торговый Дом», однако после избрания народным депутатом в 2011 году официально ушёл из бизнеса.